# Nono Monzuluku
Honoré Monzuluku Mombele conocido como Nono Monzuluku (República Democrática del Congo, 1 de enero de 1960-París, 10 de enero de 2024)  fue un animateur, compositor y músico congoleño.

## Biografía
Primer miembro del grupo folclórico Bana Odéon , se unió a Zaïko Langa Langa en agosto de 1982 (junto con sus compañeros Bébé Atalaku y Djerba Mandjeku)  y se convirtió en el primer (con Bébé Atalaku) animateur (atalaku) de la historia, además de uno de los pioneros de la animación en la música congoleña moderna.
Luego participó en numerosos álbumes de Zaïko Langa Langa de 1983, entre ellos "Zekete Zekete 2e Épisode", "Nippon Banzai", "Jetez l'éponge" y "Avis de Recherche".
Después de más de 35 años de carrera, en octubre de 2021 lanzó su primer y único sencillo Mosisa.

## Discografía

### Sencillos
- 2021 :Mosisa

### Álbumes en los que contribuyó como miembro de Zaïko Langa Langa
- 1983 : Zekete Zekete 2e Épisode
- 1984 : On gagne le procès
- 1984 : Zaïko Langa Langa en Europe
- 1985 : Zaïko Eyi Nkisi
- 1985 : Tala modèle echanger
- 1986 : Pusa Kuna ! Serrez Serrez
- 1986 : Eh Ngoss ! Eh Ngoss ! Eh Ngoss !
- 1986 : Nippon Banzai
- 1987 : Zaïko Langa Langa à Bongoville
- 1987 : Papa Omar
- 1987 : Subissez les Conséquences
- 1989 : Jetez l'éponge
- 1990 : Ici ça va… Fungola motema
- 1991 : Jamais sans nous
- 1995 : Avis de Recherche
- 1996 : Sans Issue
- 1997 : Backline Lesson One
- 1998 : Nous y sommes
- 1999 : Poison
- 2001 : Feeling
- 2002 : Eûreka !